# Leone Vetrano
Leone Vetrano (Gênes, c. 1165 - Corfou, 1206) est un amiral italien.

## Biographie
Vetrano naît dans la ville de Gênes vers 1165 au sein d'une famille noble d'origine sicilienne et génoise. Certaines sources moins fiables indiquent de manière générique l'île de Sicile en tant que lieu de naissance, cependant, selon des sources provenant des archives historiques de la république de Gênes, sa naissance dans la région de la Ligurie semble désormais établie. Dès son plus jeune âge, il se lance dans une carrière de marin et de corsaire, organise une véritable flotte personnelle et devient l'un des amiraux les plus puissants et les plus audacieux de la mer Méditerranée pour le compte de la république de Gênes.
En 1197, Vetrano conquiert l'île de Corfou. Ainsi, il y devient le souverain incontesté et apporte la paix, ainsi qu'une certaine forme de prospérité, à l'île. Par ailleurs, il tente également d'étendre d'avantage son domaine en menant des expéditions vers l'Hellespont, la mer Égée, ainsi que dans la région du Péloponnèse, où il conquiert brièvement la ville de Modon.
Cependant, peu de temps après, sa domination est ébranlée, car elle commence à être menacée par les Vénitiens. En effet, en 1204, à la suite de l'occupation croisée de Constantinople, une flotte sous le commandement de l'amiral Giacomo Morosini se dirigea vers l'île de Corfou. Les premières escarmouches sont favorables à Vetrano, qui parvient à les chasser de l'île. Cependant, les Vénitiens préparent une attaque surprise, lancée en 1206, en profitant de l'absence de Vetrano. Corfou est soumise par le feu et l'épée, tandis que Vetrano est capturé, peu de temps après, dans la ville de Modon, puis emmené à Corfou, où il est exécuté.